# Montegalda
Montegalda ist eine nordostitalienische Gemeinde (comune) mit 3354 Einwohnern (Stand 31. Dezember 2023) in der Provinz Vicenza in Venetien. Die Gemeinde liegt etwa 18 Kilometer südöstlich von Vicenza am Bacchiglione. Montegalda grenzt unmittelbar an die Provinz Padua.

## Geschichte
Bekannt ist die Gemeinde vor allem für die mittelalterliche Burg. 

## Wirtschaft
Montegalda liegt im Weinbaugebiet der Colli Berici.